# Super Rugby AU 2020
Super Rugby AU 2020 war die erste von zwei Austragungen des professionellen Rugby-Union-Wettbewerbs Super Rugby AU. Sie fand von Juli bis September 2020 in Australien statt und ersetzte die Saison 2020 der internationalen Meisterschaft Super Rugby, die im März desselben Jahres wegen der COVID-19-Pandemie abgebrochen worden war. Teilnehmer waren die vier australischen Super-Rugby-Franchises und das ehemalige Super-Rugby-Franchise Western Force.

## Ereignisse
Die Saison 2020 von Super Rugby war am 15. März 2020 wegen des Ausbruchs der COVID-19-Pandemie abgebrochen worden und konnte in der Folge nicht wieder aufgenommen werden, da die internationalen Reisebeschränkungen einen geregelten Spielbetrieb unmöglich machten. Nachdem am 6. Mai der neuseeländische Verband die Durchführung eines Ersatzwettbewerbs namens Super Rugby Aotearoa angekündigt hatte, ließ Rugby Australia am 27. Mai verlauten, dass es auch in Australien einen solchen Wettbewerb mit dem Namen Super Rugby AU geben werde. Teilnehmen sollten die vier bestehenden australischen Super-Rugby-Franchises sowie das Team Western Force, das bis 2017 ebenfalls in Super Rugby involviert war und seither in der National Rugby Championship spielte. Der von Vodafone gesponserte Wettbewerb begann am 3. Juli 2020 und umfasste zehn Runden bis zum 5. September. Daraufhin folgten das Halbfinale am 12. September und das Finale am 19. September.

## Modus
Die fünf teilnehmenden Teams spielten je einmal zuhause und auswärts gegeneinander, hinzu kamen zwei spielfreie Runden. Das nach zehn Runden bestplatzierte Team zog direkt ins Finale ein, während die Teams auf dem zweiten und dritten Platz ein Halbfinale um den Finaleinzug austrugen. Der Sieger des Finales wurde mit dem Titel ausgezeichnet. Die Tabellenpunkte in der Wertung von Super Rugby AU wurden wie folgt vergeben:
- 4 Punkte für einen Sieg
- 2 Punkte für ein Unentschieden
- 1 Bonuspunkt für eine Niederlage in einem Spiel mit sieben Punkten oder weniger
- 1 Bonuspunkt für das Erzielen von drei Versuchen mehr als der Gegner

## Ergebnisse

### Tabelle
|    | Team             | Spiele | Siege | Unent. | Ndlg. | Spiel- punkte | Diff. | Bonus- punkte | Tabellen- punkte |
| -- | ---------------- | ------ | ----- | ------ | ----- | ------------- | ----- | ------------- | ---------------- |
| 1. | Brumbies         | 8      | 6     | 0      | 2     | 189:147       | + 42  | 4             | 28               |
| 2. | Queensland Reds  | 8      | 5     | 1      | 2     | 215:150       | + 65  | 3             | 25               |
| 3. | Melbourne Rebels | 8      | 4     | 1      | 3     | 194:178       | + 16  | 1             | 19               |
| 4. | NSW Waratahs     | 8      | 3     | 0      | 5     | 204:189       | + 15  | 3             | 19               |
| 5. | Western Force    | 8      | 0     | 0      | 8     | 115:253       | − 138 | 3             | 3                |

### Halbfinale
| 12. September 2020 19:15 AEST | Queensland Reds | 25 : 13         | Melbourne Rebels                                                                                      | Suncorp Stadium, Brisbane Zuschauer: 11.607 Schiedsrichter: Nic Berry |
| 12. September 2020 19:15 AEST | Versuche: Petaia 9. erh. Salakaia-Loto 44. erh. Daugunu 75. n.erh. Erhöhungen: O’Connor (2/3) Straftritte: O’Connor (2/3) | (10:10) Bericht | Versuche: Koroibete 40. erh. Erhöhungen: Toʻomua (1/1) Straftritte: Toʻomua (1/1) 17. Hodge (1/1) 54. | Suncorp Stadium, Brisbane Zuschauer: 11.607 Schiedsrichter: Nic Berry |

### Finale
| 19. September 2020 19:15 AEST | Brumbies | 28 : 23         | Queensland Reds                                                                                                 | Canberra Stadium, Canberra Zuschauer: 6000 Schiedsrichter: Angus Gardner |
| 19. September 2020 19:15 AEST | Versuche: Faingaʻa 17. erh. Muirhead 26. n.erh. Banks 45. erh. Erhöhungen: Lolesio (2/3) Straftritte: Lolesio (2/3) 5., 55. Dropgoals: Lolesio (1/1) 49. | (15:13) Bericht | Versuche: Wilson 31. erh. Blyth 64. erh. Erhöhungen: O’Connor (2/2) Straftritte: O’Connor (3/3) 13., 40.+2, 59. | Canberra Stadium, Canberra Zuschauer: 6000 Schiedsrichter: Angus Gardner |